# Kanton Toulouges
Der Kanton Toulouges war von 1982 bis 2015 ein französischer Wahlkreis im Arrondissement Perpignan, im Département Pyrénées-Orientales und in der Region Languedoc-Roussillon. Sein Hauptort war Toulouges.
Der Kanton war 24,90 km² groß und hatte 15.863 Einwohner (Stand 1. Januar 2012).

## Gemeinden
Der Kanton bestand aus drei Gemeinden:
| Gemeinde   | Einwohner Jahr | Fläche km² | Bevölkerungsdichte | Code INSEE | Postleitzahl |
| ---------- | -------------- | ---------- | ------------------ | ---------- | ------------ |
| Canohès    | 4.914 (2013)   | 8,04       | 611 Einw./km²      | 66038      | 66680        |
| Pollestres | 4.647 (2013)   | 8,56       | 543 Einw./km²      | 66144      | 66450        |
| Toulouges  | 6.544 (2013)   | 8,3        | 788 Einw./km²      | 66213      | 66350        |

## Bevölkerungsentwicklung
| 1962  | 1968  | 1975  | 1982  | 1990   | 1999   | 2006   | 2011   |
| ----- | ----- | ----- | ----- | ------ | ------ | ------ | ------ |
| 3.563 | 4.635 | 6.449 | 8.978 | 11.542 | 13.368 | 14.356 | 15.684 |